# Juan Agustín Ceán Bermúdez
 Juan Agustín Ceán Bermúdez, né le 17 septembre 1749 à Gijón et mort le 3 décembre 1829 à Madrid, est un peintre, historien et critique d’art du siècle des Lumières espagnol.

## Biographie
D'origine humble, il est le protégé de Jovellanos, pour qui il travaille comme secrétaire avant de devenir celui de Francisco Cabarrús. Sous les ordres de ce dernier, il rencontre Leandro Fernández de Moratín, avec qui il établit une grande amitié.
En 1791, il prend en charge la résolution des Archives générales des Indes. Plus tard, grâce à la protection de Jovellanos, il est nommé officier du secrétariat pour l'État de Grace et de la Justice des Indes.
En 1800, il publie son œuvre la plus célèbre, Dictionnaire historique des plus illustres professeurs des beaux arts en Espagne.
En 1814, il publie la première bibliographie de Jovellanos qui reste fondamentale pour la compréhension du personnage.
Il est membre de l’Académie royale des beaux-arts de San Fernando et est ami du peintre Francisco de Goya, qui lui fait son portrait.

## Œuvre
- Dictionnaire des  professeurs des beaux arts en Espagne (Madrid. 1800, 6 Vols.)
- Description artistique de la cathédrale de Séville (Sevilla, 1804)
- Lettre sur le style et le goût dans la peinture de l’école (Cádiz, 1806)
- Mémoires pour la vie de Monsieur D. Gaspar Melchor de Jovellanos, et nouvelles analytiques de son œuvre (Madrid, 1814)
- Dialogue sur l’art de la peinture (Sevilla, 1819)
- Nouvelles sur les architectes et l’architecture d’Espagne (Madrid, 1829, 4 Vols.)
- Sommaire des antiquités romaines qu’il y a en Espagne, et spécialement dans leur rapport aux beaux-arts . (Madrid, 1832 ; posthume)
- Histoire de l’Art de la Peinture, œuvre inédite, onze manuscrits sont conservés à l’Académie Royale des beaux-Arts San Fernando.

### Éditions actuelles
- Descripción artística de la Catedral de Sevilla. Barcelone, Viguera Editores, 1981.  (ISBN 84-85424-05-0)
- Memorias para la vida del excmo. señor D. Gaspar Melchor de Jovellanos, y noticias analíticas de sus obras. Gijón, Gran Enciclopedia Asturiana Silverio Cañada , 1988.  (ISBN 84-7286-274-7)
- Vida de don Gaspar Melchor de Jovellanos. Gijón, Ateneo Jovellanos de Gijón, 2000.  (ISBN 84-931361-0-7).
- Diccionario histórico de los más ilustres profesores de Bellas Artes en España. Madrid, Akal, 2001.  (ISBN 84-460-1617-6).
- Sumario de las antigüedades romanas que hay en España. Valence, Librerías París-Valencia, 2003.  (ISBN 84-8339-279-8).
- Arte Español : Proyecto Diccionario Ceán Bermúdez[3].
- Historia de la pintura en España : capítulos de su inédita “Historia del Arte de la Pintura”, Bulletin L'Académie royale des Beaux-Arts de San Fernando, 1951-1953[4].